# جميلة سلمان
جميلة علي سلمان نصيف محامية وسياسية بحرينية. تشغل حاليا عضوية مجلس الشورى منذ 2010.

## السيرة
ولدت جميلة في العاصمة المنامة. حصلت على ليسانس حقوق من جامعة القاهرة المصرية عام 1993.
اشتغلت في مهنة المحاماة منذ عام 1994. تم تعيينها عضوة في مجلس الشورى في عام 2010 حتى الآن.